# Вердён (Арьеж)
Вердё́н (фр. и окс. Verdun) — коммуна во Франции, находится в регионе Окситания. Департамент коммуны — Арьеж. Входит в состав кантона Ле-Кабан. Округ коммуны — Фуа.
Код INSEE коммуны — 09328.

## Население
Население коммуны на 2008 год составляло 233 человека.
| 1962 | 1968 | 1975 | 1982 | 1990 | 1999 | 2008 |
| ---- | ---- | ---- | ---- | ---- | ---- | ---- |
| 173  | 210  | 184  | 160  | 154  | 183  | 233  |

## Экономика
В 2007 году среди 131 человека в трудоспособном возрасте (15—64 лет) 87 были экономически активными, 44 — неактивными (показатель активности — 66,4 %, в 1999 году было 62,0 %). Из 87 активных работали 83 человека (44 мужчины и 39 женщин), безработных было 4 (2 мужчины и 2 женщины). Среди 44 неактивных 6 человек были учениками или студентами, 28 — пенсионерами, 10 были неактивными по другим причинам.

## Достопримечательности
- Средневековая романская церковь, построенная в ломбардском стиле. Включена в число исторических памятников Франции
- Руины водяной мельницы (планируется восстановление)
- Пик Souloumbrié